# Cantacorbs (Mura)
|  | Per a altres significats, vegeu «Cantacorbs». |

Cantacorbs és un turó de 675,4 m que es troba a la serra de Sant Lleïr, al vessant nord del massís de Sant Llorenç del Munt. És al municipi de Mura, al sud-est de la comarca del Bages. És a uns 100 m de distància a l'oest de la carretera BV-1221, la qual va, de sud a nord, de Terrassa (al Vallès Occidental) a Navarcles (al Bages). Es troba a la banda de fora del límit del Parc Natural de Sant Llorenç del Munt i l'Obac.
S'hi pot accedir des d'una pista forestal que arrenca al km 20,4 en direcció oest des de la carretera BV-1221. El trencall és a uns 600 m al sud de la desviació de la carretera BV-1221 cap a la carretera BV-1223, que porta a Mura.

## Situació
Cantacorbs és un dels diversos turons de la serra de Sant Lleïr, la qual discorre de sud a nord des dels peus del vessant nord del Montcau (1.056 m) cap a Talamanca. És a poc més d'1 km a l'est del centre de Mura i a uns 600 m al nord de la masia de Sant Lleïr. Molt proper a aquest mas, a un altre turó de la serra de Sant Lleïr, hi ha les restes del castell de Mura (700,7 m). A uns 900 m al nord-oest hi ha el turó de Puig Gili (663,6 m). A uns 900 m al nord hi ha l'indret anomenat el Pal, des d'on surt la pista forestal asfaltada que connecta la carretera BV-1221 i la carretera B-124.

## Geologia
Es tracta d'un turó format principalment per conglomerat, molt abundant a la zona del massís de Sant Llorenç del Munt, i que té diversos estrats de gres i lutita vermells amb interclases limitades per nivells lutítics intercalats.

## Forat de Cantacorbs
A la cara oest del turó hi ha una petita cova anomenada «forat de Cantacorbs». Es tracta d'una cova de 5 m de recorregut formada a l'estrat de gres i lutita vermells del turó. La boca d'entrada és a una alçada de 665 m i el conducte té una amplada constant de 2 m i un sostre que va des d'1,7 m a l'entrada a 1 m al punt final. Hi ha una llegenda associada a la cavitat que explica com uns corbs l'excavaren per a aixoplugar-hi el jove rabadà Tubau.
La cavitat és coneguda de sempre per excursionistes i gent de la contrada i fou topografiada per primera vegada el 13 de setembre del 1992 per membres de la Secció d'Investigacions Subterrànies del Centre Excursionista de Terrassa.

## Hostal de l'Arengada
A poc més de 250 m al nord del cim de Cantacorbs, al començament de la pista forestal que hi porta des de la carretera BV-1221, hi ha les restes d'un antic hostal actualment en runes anomenat «Hostal de l'Arengada». Sembla que va fer d'hostal on paraven els traginers que portaven fruita i verdura des del Bages i el Berguedà a Barcelona. En aquest mateix camí, en direcció a Barcelona, i passat el coll d'Estenalles, també hi havia l'«Hostal de la Barata», situat a la casa pairal de la Barata, a Matadepera.
L'Hostal de l'Arengada va ser edificat a principis del segle xix per Rosa Puig i Escursell, la mare de la qual, Margarida Escursell, li havia venut un tros de terra en emfiteusi l'any 1805. L'ús de l'hostal no va durar més de cent anys, ja que quan es va construir la carretera de Terrassa a Navarcles (l'origen de la BV-1221) l'edifici ja no existia i la carretera es va construir aprofitant l'esplanada que ocupava part de l'hostal.
Es troba en un lloc en què el terreny fa desnivell, ja que la major part de l'edifici es trobava a l'esplanada que actualment ocupa la carretera BV-1221. Resten part d'uns murs que formen angle recte, de pedra desbastada i amb una alçada aproximada de 1,5 m. En destaca la presència d'una cisterna que es troba sota el nivell del terreny. És una cisterna de planta circular, coberta amb volta de canó de pedra i d'aproximadament 2 m de profunditat i que té una obertura quadrangular a la part superior, d'uns 80x80 cm, que probablement era per on s'extreia l'aigua per a l'ús de l'hostal. Aquesta aigua, probablement, deuria ser recollida de les canaleres de la teulada. Actualment, el forat està sense tapar i es pot veure bé part de l'interior de la cisterna.